# Celso (football, 1956)
Pour les articles homonymes, voir dos Santos, Celso et Dias.
Celso Dias dos Santos, plus communément appelé Celso Gavião, ou simplement Celso, est un footballeur brésilien né le 28 février 1956 à Santos.

## Carrière
- 1977-1978 :  Botafogo SP
- 1979 :  Ferroviário AC
- 1979 :  Ceará SC
- 1980 :  Ferroviário AC
- 1981-1983 :  CR Vasco de Gama
- 1983-1984 :  Atlético Paranense
- 1984 :  Santa Cruz FC
- 1985 :  EC Bahia
- 1985-1988 :  FC Porto
- 1991 :  Goiás EC
- 1992 :  Ferroviário AC[1],[2],[3]

## Palmarès

### En club
Avec le Ferroviário :
- Champion du Ceará en 1979

Avec Vasco :
- Champion de Rio de Janeiro en 1982

Avec le FC Porto :
- Vainqueur de la Ligue des champions en 1987
- Vainqueur de la Coupe intercontinentale en 1987
- Vainqueur de la Supercoupe d'Europe en 1987
- Champion du Portugal en 1986 et 1988
- Vainqueur de la Coupe du Portugal en 1988
- Vainqueur de la Supercoupe du Portugal en 1986